# 중앙로 (양주시)
중앙로(Jungang-ro)는 경기도 양주시 백석읍 오산삼거리에서 양주시 백석읍 단촌삼거리를 잇는 도로이다.

## 주요 경유지
경기도
- 양주시 (백석읍)

## 노선
| 이름         | 접속 노선                        | 소재지 | 소재지 | 비고 |
| ------------ | -------------------------------- | ------ | ------ | ---- |
| 오산삼거리   | 지방도 제360호선 (부흥로)        | 양주시 | 백석읍 |      |
| 방아교       |                                  | 양주시 | 백석읍 |      |
| 신지사거리   | 호명로                           | 양주시 | 백석읍 |      |
| 큰오미삼거리 | 고릉말로                         | 양주시 | 백석읍 |      |
| 오산사거리   | 꿈나무로                         | 양주시 | 백석읍 |      |
| 단촌교       |                                  | 양주시 | 백석읍 |      |
| 단촌삼거리   | 국가지원지방도 제39호선 (권율로) | 양주시 | 백석읍 |      |

## 주요 건물 및 시설
- SK에너지 복지주유소 (중앙로 175/복지리 197-3)
- 농협 백석농협본점 (중앙로 197/오산리 543-9)
- 농협 백석농협 하나로마트 (중앙로 197/오산리 543-9)
- SK에너지 오산주유소 (중앙로 210/오산리 542)
- CU 백석초교점 (중앙로 221/오산리 538-15)
- HD현대오일뱅크 백석중앙주유소 (중앙로 246/오산리 521-1)
- S-OIL 경진주유소 (중앙로 261/오산리 522-2)